# فرودگاه وایت مانتین
فرودگاه وایت مانتین  (به انگلیسی: White Mountain Airport)  یک فرودگاه همگانی  با کد یاتا WMO است که یک باند فرود شن دارد و طول باند آن ۹۱۴ متر است. این فرودگاه در  کشور ایالات متحده آمریکا قرار دارد و در ارتفاع ۸۱ متری از سطح دریا واقع شده است.